# Anna Techtermann
Anna Techtermann (* 1576 in Freiburg; heimatberechtigt ebenda; † 17. März 1654 ebenda) war Äbtissin der Abtei Magerau (französisch La Maigrauge) in Freiburg.

## Leben
Anna Techtermann war die Tochter des Notars und Sechzigers Wilhelm Techtermann und der Françoise Gonel. Sie legte 1603 ihre Profess ab und wurde vier Jahre später Äbtissin gewählt.
Techtermann förderte die Reform zum strikten Einhalten der Regeln, die Guillaume Moënnat als Beichtvater der Nonnen 1602 eingeleitet hatte. Die Fleischabstinenz dehnte sie 1625 auf alle Werktage aus. In Giffers konnte sie den klösterlichen Grundbesitz erweitern. Unter Techtermanns Abbatiat stieg die Zahl der Schwestern von neun in 1602 auf 45 in 1625. In der Klostertradition gilt sie als Reformerin und Restauratorin der Abtei.
Weitere Äbtissinnen der Familie Techtermann in Magerau:
- Marie-Benoîte Techtermann, 1667–1682 Äbtissin
- Marie-Bernardine Techtermann, 1767–1796 Äbtissin; führte 1786 den Fleischgenuss an vier Tagen pro Woche wieder ein.[2]

## Belege
1. 1 2  Kathrin Utz Tremp: Anna Techtermann. In: Historisches Lexikon der Schweiz.  14. August 2012.
2. ↑  Kathrin Utz Tremp: Marie-Bernardine Techtermann. In: Historisches Lexikon der Schweiz.  17. Dezember 2013.

| Personendaten    | Personendaten              |
| ---------------- | -------------------------- |
| NAME             | Techtermann, Anna          |
| KURZBESCHREIBUNG | Äbtissin der Abtei Magerau |
| GEBURTSDATUM     | 1576                       |
| GEBURTSORT       | Freiburg im Üechtland      |
| STERBEDATUM      | 17. März 1654              |
| STERBEORT        | Freiburg im Üechtland      |